# Cəfərabad (Şəki)
Cəfərabad è un comune dell'Azerbaigian situato nel distretto di Şəki. Conta una popolazione di 1 937 abitanti.